# Kamienica przy Placu Uniwersyteckim 15 we Wrocławiu
Kamienica przy Placu Uniwersyteckim 15 – kamienica znajdująca się w centrum Wrocławia, na Placu Uniwersyteckim, obecnie siedziba Wydawnictwa Uniwersytetu Wrocławskiego.  

## Historia
Obecnie jest to XVII-wieczna kamienica kalenicowa, czterokondygnacyjna i czteroosiowa o barokowej fasadzie ujętej po bokach boniowanymi lizenami. Około 1870 roku kamienica została przebudowana. Część parterowa jest boniowana. W 2021 roku kamienica została wyremontowana.  